# Plethodon teyahalee
Plethodon teyahalee  (лат.) — вид хвостатых амфибий рода Лесные саламандры (Plethodon) семейства Безлёгочные саламандры (Plethodontidae).
Вид является эндемиком США. Распространён в горах Голубого хребта, находящихся на востоке страны в штатах Северная Каролина, Теннесси и Джорджия. Встречается в умеренных лесах.